# Janove Ekstedt
Jan Ove (Janove) Ekstedt, född 26 april 1957 i Arvika, är en svensk konstnär och bildpedagog.
Ekstedt studerade det estetiska programmet vid Kyrkeruds folkhögskola 1977, Konstindustriskolan i Göteborg 1982 samt några kortare kurser genom Kulturarbetsförmedlingen. Separat har han ställt ut på bland annat Kristinehamns konsthall, Silvénska villa i Säffle, Årjängs bibliotek, Konstfrämjandet i Örebro och Karlstad, Sahlströmsgården, Galleri Slottet i Sunne, Galleri Ufitsi i Oslo, Museet Kvarnen i Filipstad, von Echstedtska gården, Värmlands Museum och Hammels Kommun i Danmark. Han har medverkat i samlingsutställningarna Värmländsk nutidskonst i Arvika Konsthall, Värmländsk Konst i Grekland i Thessaloniki, Linköpings museum, Arvika 75 år i Jyväskylä Finland.
Bland hans offentliga arbeten märks utsmyckningen i bostadsområdet Prästängen i Arvika för Bostadsbolaget i Arvika, Tolitaskolan i Kil, Arbetsförmedlingen i Karlskoga och Stadsbiblioteket i Göteborg.
Han har tilldelats Bror Ejvie stipendiet från Konstfrämjandet 2000, Värmlands konstförenings ungdomsstipendium 1996, Värmlands konstförenings resebidrag 1990 och Startbidrag från Statens Konstråd 1985.
Vid sidan av sitt eget konstnärliga arbete har han arbetat som bildlärare på olika gymnasieskolor samt som cirkelledare inom Studiefrämjandet.